# Кагальницкая
Кагальни́цкая — станица в Ростовской области. Административный центр Кагальницкого района и Кагальницкого сельского поселения.

## География
Станица находится на реке Кагальник в 50 км к юго-востоку от Ростова-на-Дону и в 12 км к северо-западу от Зернограда, на автотрассе «Батайск—Ставрополь».
На железнодорожной линии Батайск — Сальск Северо-Кавказской железной дороги расположена железнодорожная станция Кагальник, которая находится в посёлке Малиновка (входит в состав Кагальницкого сельского поселения).

## История
Основана станица в 1809 году на правом берегу реки Кагальник. Её первоначальное заселение связано с необходимостью удобно размещать войска, проходящие на Кавказ. «Граф Платов ходатайствовал о заселении этого пространства Войсковой земли до границ Ставропольской губернии по Кавказскому тракту казачьими станицами. Получив разрешение, он вызвал из всех станиц Войска Донского желающих переселиться. Но так как желающих казаков оказалось мало, были допущены вольные люди из Малороссии. С переселением в эти станицы их переводили в казачье сословие». Так повествует архивный источник 1889 года.
В 1913 году в станице насчитывалось 200 учащихся двухклассного училища, школы для девочек и школы Дмитриевской, где учили азбуку и молитвы.
Весной 1918 года через станицу пролегал маршрут легендарного Ледяного похода Добровольческой армии. Советская власть в станице установилась в 1920 году, когда Красная армия в феврале овладела станицей Кагальницкой. 4 марта в «Известиях ВЦИК» № 50 появилось сообщение: «Красная Армия заняла станицу и станцию Кагальник». 9 март 1920 года в станице был избран Совет.
До июня 2000 года по соседству со станицей существовал посёлок Привокзальный (административно входил в состав Кагальницкого сельсовета). По решению Законодательного собрания Ростовской области посёлок был включён в состав станицы Кагальницкой «в связи с их фактическим слиянием».

## Население
| 1959 | 1979  | 1989  | 2002  | 2010  |
| ---- | ----- | ----- | ----- | ----- |
| 4670 | ↗5783 | ↗5983 | ↗6848 | ↘6831 |

## Известные люди
- Гордиенко, Михаил Иванович (1921—1999) — Герой Социалистического Труда.
- Памятник воинам-интернационалистам в станице Кагальницкой.Колесников, Владимир Михайлович (1914—1945) — Герой Советского Союза.
- Королёв, Сергей Александрович (1934—1985) — русский советский поэт.
- Селихов, Семён Севастьянович (1897—1942) — советский военачальник, полковник, командир 38-й кавалерийской дивизии.
- Васильев, Данила Иванович (1897—1958) — австралийский художник и скульптор из рода донских казаков.

## Достопримечательности
- Церковь Покрова Пресвятой Богородицы[8]. Относится к Волгодонской и Сальской епархии, Песчанокопского благочиния.
- В станице Кагальницкая возле здания администрации установлен памятник В. И. Ленину[9]. Скульптура Ленина установлена на постаменте в верхней одежде с согнутой левой рукой. Скульптура окрашена в бронзовый цвет.
- В 2009 году в станице Кагальницкой открыт памятник основателю станицы Кагальницкой, атаману Донского казачьего войска, генералу от кавалерии, который принимал участие во всех войнах Российской империи конца XVIII — начала XIX века, казачьему атаману графу Матвею Ивановичу Платову[10]. Памятник представляет собой бюст атамана в гусарской шляпе с пером, установленный на постаменте. На передней части постамента закреплена бронзовая табличка в форме свитка с надписью: «Платов, Матвей Иванович». Памятник открыт 10 октября 2009 года, в год 200-летия основания Кагальницкой. Находится в центре станицы.
- Стела 339 стрелковой дивизии[11].
- Памятник воинам-интернационалистам — ветеранам войны в Афганистане и участникам боевых действий в других горячих точках. На чёрных плитах памятника выбиты слова посвящения, в центре установлена плита с видом на бой. Памятник открыт в 2014 году .
- Мемориал и вечный огонь бойцам погибшим в Великой Отечественной войне. На плитах мемориала написаны имена защитников Отечества, жителей района.
- В окрестности станицы находится около тринадцати одиночных курганов и курганных групп.
- Мемориал павшим воинам. Мемориал заменил пять монументов участникам Великой Отечественной войны и Гражданской войны. В 1984 году было решено перенести в общую могилу мемориального комплекса останки участников Гражданской войны и солдат, полёгших в 1943 году при освобождения станицы Кагальницкой. В 1986 году, к 41-й годовщине Победы в райцентре перезахоронили воинов из братских могил, прошло торжественное открытие нового памятника. Высота памятника мемориала составила 6,5 метров. На нём выгравирована звезда, знак отличия Советской Армии, размещены знамёна, оплавленное оружие. Для украшения памятника использовали бетон, розовый туф, мрамор, медь. Вокруг расположены мемориальные таблички с именами павших воинов. Вокруг памятника разбит сквер, установлены клумбы с цветами. Авторы монумента: скульпторы — Муха С. М. и Дементьев А. А., архитектор Жуков И. А.
- Вечный огонь в форме пятиконечной звезды[12].